# 제이앤엠엔터테인먼트
제이앤엠엔터테인먼트는 대한민국의 음반사, 연예기획사이다. 2022년 5월 25일에 설립되어 경기도 고양시 일산에 위치하고 있으며 사업 분야로는 음원유통사업과 음악 제작, 매니지먼트사업 등이 있다.

## 회사 정보

### 기본 정보
- 회사명(국문) : 주식회사 제이앤엠엔터테인먼트(회사의 법적 및 상업적 명칭), 주식회사 제이앤엠엔터테인먼트(정관의 상호)
  - 회사명(영문) : J&M Entertainment Inc.
- 회사의 형태 : 주식회사, 중소기업, 법인, 연예 기획사
- 회사의 설립년월일 : 2022년 5월 25일
  - 회사의 설립자 : 이지호
- 본사의 주소 :  대한민국 경기도 고양시 일산동구 정발산로 31-10 파크프라자 9층  (주)제이앤엠엔터테인먼트
- 회사의 주목적 : 음악 및 기타 오디오물 출판, 아티스트의 매니지먼트 등
- 중소기업 해당 여부 : 중소기업기본법 제2조 및 중소기업기본법 시행령 제3조에 의거 해당함.
- 상장 분류 : 비상장기업
- 공식 홈페이지 : (주)제이앤엠엔터테인먼트 공식 홈페이지